# Oséas
Oséas Reis dos Santos (nacido el 14 de mayo de 1971) es un exfutbolista brasileño que se desempeñaba como delantero. Marcó 42 goles en una sola temporada en el Juvenil, Ponteareas.

## Trayectoria

### Clubes
| Club                | País   | Año         |
| ------------------- | ------ | ----------- |
| Galícia             | Brasil | 1990 - 1992 |
| Juvenil             | España | 1993 - 1994 |
| Uberlândia          | Brasil | 1994 - 1995 |
| Atlético Paranaense | Brasil | 1995 - 1997 |
| Palmeiras           | Brasil | 1997 - 1999 |
| Cruzeiro            | Brasil | 2000 - 2001 |
| Santos              | Brasil | 2002        |
| Vissel Kobe         | Japón  | 2002 - 2003 |
| Internacional       | Brasil | 2004        |
| Albirex Niigata     | Japón  | 2004        |
| Brasiliense         | Brasil | 2005        |

### Selección nacional
| Selección | País   | Año  |
| --------- | ------ | ---- |
| Absoluta  | Brasil | 1996 |

## Estadística de equipo nacional
| Selección de fútbol de Brasil | Selección de fútbol de Brasil | Selección de fútbol de Brasil |
| Año                           | Part.                         | Goles                         |
| ----------------------------- | ----------------------------- | ----------------------------- |
| 1996                          | 2                             | 0                             |
| Total                         | 2                             | 0                             |

## Palmarés

### Torneos regionales
| Título            | Club             | Región/Estado                       | Año  |
| ----------------- | ---------------- | ----------------------------------- | ---- |
| Copa Sul-Minas    | Cruzeiro EC      | Región Sur de Brasil / Minas Gerais | 2001 |
| Campeonato Gaúcho | SC Internacional | Río Grande del Sur                  | 2004 |

### Torneos nacionales
| Título         | Club                      | País   | Año  |
| -------------- | ------------------------- | ------ | ---- |
| Serie B        | Club Athletico Paranaense | Brasil | 1995 |
| Copa de Brasil | SE Palmeiras              | Brasil | 1998 |
| Copa de Brasil | Cruzeiro EC               | Brasil | 2000 |

### Torneos internacionales
| Título            | Club         | Sede      | Año  |
| ----------------- | ------------ | --------- | ---- |
| Copa Mercosur     | SE Palmeiras | São Paulo | 1998 |
| Copa Libertadores | SE Palmeiras | São Paulo | 1999 |